# Сан-Пайю-де-Грамасуш
Сан-Пайю-де-Грамасуш (порт. São Paio de Gramaços)  —  район (фрегезия) в Португалии,  входит в округ Коимбра. Является составной частью муниципалитета  Оливейра-ду-Ошпитал. По старому административному делению входил в провинцию Бейра-Алта. Входит в экономико-статистический  субрегион Пиньял-Интериор-Норте, который входит в Центральный регион. Население составляет 987 человек на 2001 год. Занимает площадь 4,53 км².
Покровителем района считается Сан-Пелажиу (порт. São Pelágio). 